# Лордсбург (Нью-Мексико)
Лордсбург (англ. Lordsburg) — місто (англ. city) в США, в окрузі Ідальго штату Нью-Мексико. Населення — 2335 осіб (2020).

## Географія
Лордсбург розташований за координатами 32°20′38″ пн. ш. 108°42′9″ зх. д. / 32.34389° пн. ш. 108.70250° зх. д. (32.343819, -108.702433).  За даними Бюро перепису населення США в 2010 році місто мало площу 21,74 км², уся площа — суходіл.

### Клімат
| Клімат : Лордсбург                                       | Клімат : Лордсбург | Клімат : Лордсбург | Клімат : Лордсбург | Клімат : Лордсбург | Клімат : Лордсбург | Клімат : Лордсбург | Клімат : Лордсбург | Клімат : Лордсбург | Клімат : Лордсбург | Клімат : Лордсбург | Клімат : Лордсбург | Клімат : Лордсбург | Клімат : Лордсбург |
| Показник                                                 | Січ.               | Лют.               | Бер.               | Квіт.              | Трав.              | Черв.              | Лип.               | Серп.              | Вер.               | Жовт.              | Лист.              | Груд.              | Рік                |
| Абсолютний максимум, °C                                  | 26,7               | 29,4               | 33,9               | 37,8               | 41,1               | 45,6               | 43,3               | 42,8               | 40,0               | 36,7               | 30,0               | 24,4               | 45,6               |
| Середній максимум, °C                                    | 15,6               | 18,3               | 21,7               | 26,7               | 32,2               | 36,7               | 36,1               | 34,4               | 32,2               | 26,7               | 20,6               | 15,0               | 26,3               |
| Середній мінімум, °C                                     | −4,4               | −2,8               | −0,6               | 3,3                | 8,3                | 13,9               | 17,2               | 16,7               | 12,8               | 5,6                | −1,1               | −4,4               | 5,3                |
| Абсолютний мінімум, °C                                   | −22,8              | −16,1              | −11,7              | −11,1              | −4,4               | 1,7                | 9,4                | 5,6                | 2,2                | −7,2               | −13,3              | −25,6              | −25,6              |
| Днів з дощем                                             | 4,7                | 4,2                | 4,2                | 1,7                | 2,1                | 2,2                | 8,0                | 7,5                | 4,8                | 4,6                | 2,9                | 4,2                | 51,1               |
| -------------------------------------------------------- | ------------------ | ------------------ | ------------------ | ------------------ | ------------------ | ------------------ | ------------------ | ------------------ | ------------------ | ------------------ | ------------------ | ------------------ | ------------------ |
| Джерело: National Oceanic and Atmospheric Administration |                    |                    |                    |                    |                    |                    |                    |                    |                    |                    |                    |                    |                    |

## Демографія
Згідно з переписом 2010 року, у місті мешкало 2797 осіб у 1070 домогосподарствах у складі 700 родин. Густота населення становила 129 осіб/км².  Було 1269 помешкань (58/км²).
Расовий склад населення:
| - 83,8 % — білих - 0,8 % — корінних американців - 0,8 % — чорних або афроамериканців - 0,5 % — азіатів - 12,4 % — осіб інших рас |

До двох чи більше рас належало 1,5 %. Частка іспаномовних становила 77,3 % від усіх жителів.
За віковим діапазоном населення розподілялося таким чином: 27,4 % — особи молодші 18 років, 56,3 % — особи у віці 18—64 років, 16,3 % — особи у віці 65 років та старші. Медіана віку мешканця становила 37,4 року. На 100 осіб жіночої статі у місті припадало 101,2 чоловіків;  на 100 жінок у віці від 18 років та старших — 97,9 чоловіків також старших 18 років.
Середній дохід на одне домашнє господарство  становив 42 091 долар США (медіана — 31 290), а середній дохід на одну сім'ю — 47 660 доларів (медіана — 35 950). За межею бідності перебувало 27,6 % осіб, у тому числі 45,2 % дітей у віці до 18 років та 12,6 % осіб у віці 65 років та старших.
Цивільне працевлаштоване населення становило 1116 осіб. Основні галузі зайнятості: освіта, охорона здоров'я та соціальна допомога — 24,4 %, роздрібна торгівля — 17,7 %, мистецтво, розваги та відпочинок — 14,7 %.